# غلالة شهباء

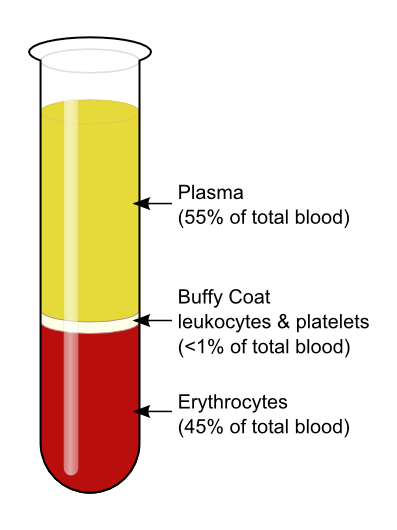
مكونات الدم بعد الطرد المركزي.

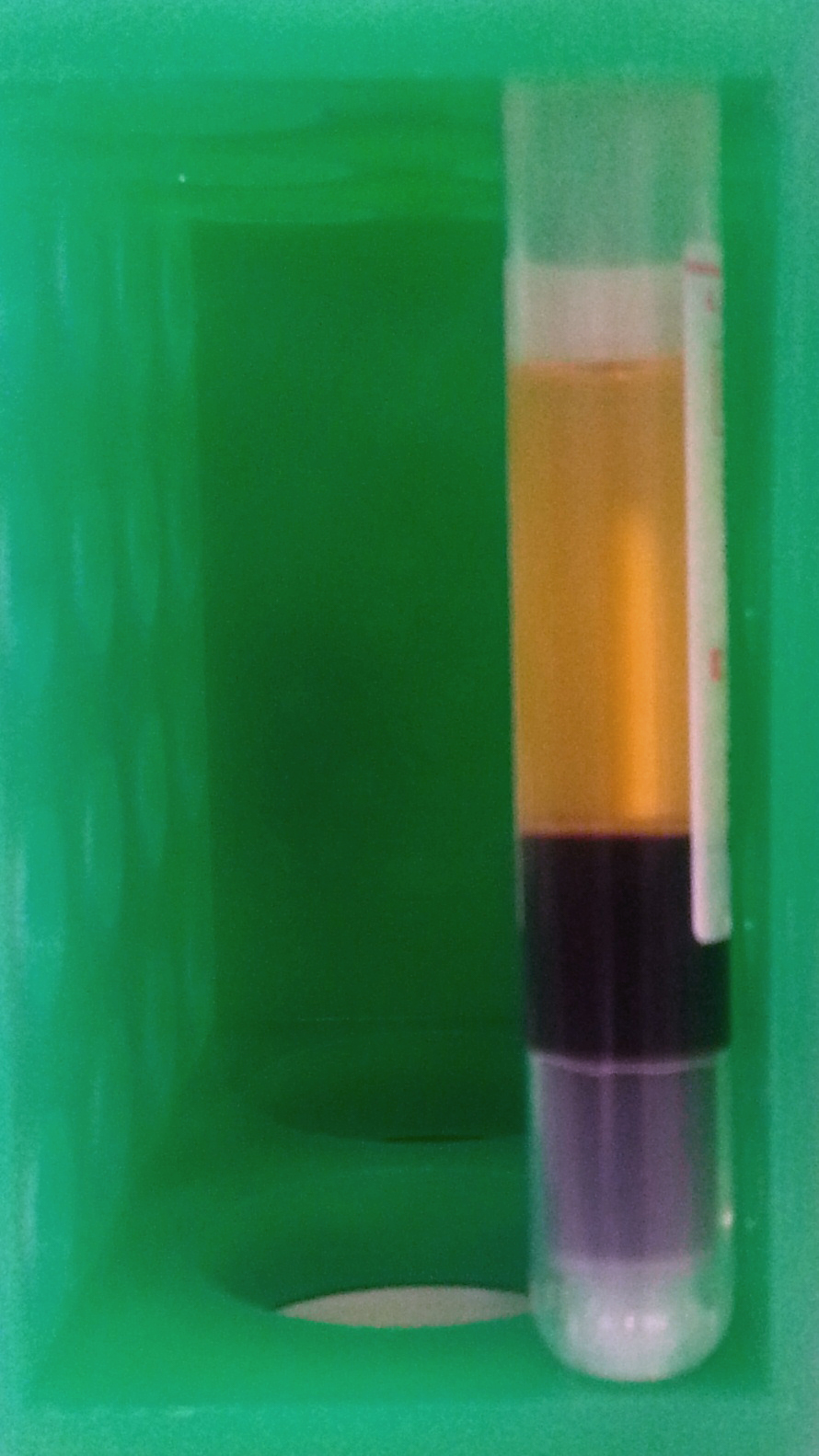
دم الإنسان مجزأ بواسطة الطرد المركزي. يمكن رؤية البلازما (الطبقة العليا)، الغلالة الشهباء (الوسط، طبقة ملونة بيضاء) وكريات الدم الحمراء (خلايا الدم الحمراء) طبقة (الأسفل) يمكن أن ترى.

الغلالة الشهباء (بالإنجليزية: Buffy coat)‏ هو جزء من عينة الدم المضاد للتخثر التي تحتوي على معظم خلايا الدم البيضاء والصفائح الدموية بعد كثافة الطرد المركزي المتدرج للدم.

## الوصف
بعد الطرد المركزي، يمكن للمرء أن يميز طبقة من السوائل الواضحة (البلازما)، وهي طبقة من السائل الأحمر تحتوي على معظم خلايا الدم الحمراء، وطبقة رقيقة بينهما. تشتمل على أقل من 1٪ من الحجم الكلي لعينة الدم، وتحتوي الغلالة الشهباء (الذي يطلق عليه عادةً برتقالي اللون)، على معظم خلايا الدم البيضاء والصفائح الدموية. يستخدم الغلاف الشفاف، على سبيل المثال، لاستخراج الحمض النووي من دم الثدييات لأن خلايا الدم الحمراء في الثدييات هي عديمة النوى ولا تحتوي على الحمض النووي.
عادة ما يكون لون الطبقة أبيض، ولكنه يكون أخضر في بعض الأحيان إذا كانت عينة الدم تحتوي على كميات كبيرة من النيتروفيل، والتي تكون عالية في الميلوبيروكسيداز ذي اللون الأخضر. تحتوي الطبقة الموجودة تحت طبقة الشهباء على خلايا أحبارية وخلايا دم حمراء.
يشير البعض إلى الغلاف الشاحب عند فصل الخلايا عن طريق تدرجات كثافة فيكول. يعد هذا الاستخدام من التعبير عن الطبقة الشهباء غير صحيح.

## استخدام الغلالة الشهباء في التشخيص
يعتبر فحص الغلالة الشهباء الكمي (Quantitative buffy coat) والذي يُدعى اختصارًا (QBC)، بمثابة اختبار معملي للكشف عن الإصابة بالملاريا أو طفيليات الدم الأخرى. يتم أخذ الدم في أنبوب QBC الشعري المغلف أكريدين برتقالي اللون (صبغة الفلورسنت) ويتم بعدها إجراء الطرد المركزي. يمكن بعد ذلك ملاحظة الطفيليات الفلورية في ضوء الأشعة فوق البنفسجية عند السطح البيني بين خلايا الدم الحمراء والطبقة الغامضة. هذا الاختبار أكثر حساسية من اللطخة السميكة التقليدية وفي أكثر من 90٪ من الحالات يمكن التعرف على أنواع الطفيليات.
في حالات انخفاض عدد كريات الدم البيضاء، قد يكون من الصعب إجراء تباين يدوي لأنواع مختلفة من الخلايا البيضاء، وقد يكون من المستحيل عمليا الحصول على الاختلاف الحاصل بشكل الي. في مثل هذه الحالات، قد يحصل المتخصص في التكنولوجيا الطبية على الغلالة الشهباء، من عينات الدم التي احدثت لطخات دموية. فتحتوي هذه اللطاخة على عدد كبير من خلايا الدم البيضاء أكثر من الدم الكامل.